# Приморська сільська рада (Білгород-Дністровський район)
Примо́рська сільська́ ра́да — колишня адміністративно-територіальна одиниця та орган місцевого самоврядування в Білгород-Дністровському районі Одеської області. Адміністративний центр — село Приморське.

## Загальні відомості
Приморська сільська рада утворена в 1965 році.
- Територія ради: 63,508 км²
- Населення ради: 2 823 особи (станом на 2001 рік)

## Населені пункти
Сільській раді були  підпорядковані населені пункти:
- с. Приморське
- с. Вільне
- с. Косівка
- с. Курортне
- с. Попаздра
- с. Чабанське

## Населення
Згідно з переписом 1989 року населення села становило 3335 осіб, з яких 1551 чоловік та 1784 жінки.
За переписом населення 2001 року в селі мешкало 2837 осіб.

### Мова
Розподіл населення за рідною мовою за даними перепису 2001 року:
| Мова       | Відсоток |
| ---------- | -------- |
| українська | 86,82 %  |
| російська  | 9,6 %    |
| молдовська | 2,23 %   |
| болгарська | 0,53 %   |
| гагаузька  | 0,28 %   |
| циганська  | 0,25 %   |
| білоруська | 0,07 %   |
| вірменська | 0,04 %   |
| німецька   | 0,04 %   |
| єврейська  | 0,04 %   |

## Склад ради
Рада складається з 16 депутатів та голови.
- Голова ради:
- Секретар ради: Мазурик Людмила Петрівна

### Керівний склад попередніх скликань
| Прізвище, ім'я, по батькові | Основні відомості                                                          | Дата обрання | Дата звільнення |
| --------------------------- | -------------------------------------------------------------------------- | ------------ | --------------- |
| Яловенчик Микола Якович     | Сільський голова, 1949 року народження, член Соціалістичної партії України | 26.03.2006   | 31.10.2010      |

Примітка: таблиця складена за даними сайту Верховної Ради України

### Депутати
За результатами місцевих виборів 2010 року депутатами ради стали:

#### За суб'єктами висування
| Суб'єкт висування | Кількість обраних депутатів | %    |
| ----------------- | --------------------------- | ---- |
| Самовисування     | 11                          | 68,8 |
| Партія регіонів   | 5                           | 31,3 |

#### За округами
| № округу        | Прізвище, ім'я, по батькові   | Дата визнання обраним | Освіта             | Партійна приналежність | Відомості про обраного депутата                          |
| --------------- | ----------------------------- | --------------------- | ------------------ | ---------------------- | -------------------------------------------------------- |
| Партія регіонів |                               |                       |                    |                        |                                                          |
| 5               | Паук Наталя Костянтинівна     | 03.11.2010            | середня            | член Партії регіонів   | Приморська сільська рада, спеціаліст із земельних питань |
| 6               | Бакуменко Ніна Миколаївна     | 03.11.2010            | середня спеціальна | член Партії регіонів   | будинок культури, завідувачка                            |
| 7               | Костенко Таїсія Володимирівна | 03.11.2010            | середня            | член Партії регіонів   | санаторій «Сперанса», сестра-господарка                  |
| 10              | Швець Руслан Володимирович    | 03.11.2010            | середня спеціальна | член Партії регіонів   | РАЗАО «Красний рибак», охоронець                         |
| 13              | Колесніченко Ольга Григорівна | 03.11.2010            | середня            | член Партії регіонів   | ДП «Світанок-Агро», диспетчер                            |
| Самовисування   |                               |                       |                    |                        |                                                          |
| 1               | Солоткий Юрій Анатолійович    | 03.11.2010            | середня спеціальна | позапартійний          | приватний підприємець                                    |
| 2               | Ненько Тетяна Володимирівна   | 03.11.2010            | вища               | позапартійна           | Приморська сільська рада, бухгалтер                      |
| 3               | Зубгевська Алла Григорівна    | 03.11.2010            | вища               | член Партії регіонів   | санаторій «Приморський», лікар                           |
| 4               | Тельпіс Микола Іванович       | 03.11.2010            | середня спеціальна | позапартійний          | приватний підприємець                                    |
| 8               | Бакуменко Анатолій Андрійович | 03.11.2010            | середня спеціальна | позапартійний          | ПП «Побут», сантехнік                                    |
| 9               | Рибальченко Андрій Дмитрович  | 03.11.2010            | середня спеціальна | позапартійний          | приватний підприємець                                    |
| 11              | Мудрак Михайло Михайлович     | 03.11.2010            | середня            | позапартійний          | санаторій «Приморський», завідувач господарства          |
| 12              | Мазурик Людмила Петрівна      | 03.11.2010            | вища               | позапартійна           | приватний підприємець                                    |
| 14              | Ляшенко Роман Вікторович      | 03.11.2010            | середня спеціальна | позапартійний          | м. Іллічівськ"Укржилстрой", будівельник                  |
| 15              | Журавель Олександр Вікторович | 03.11.2010            | середня спеціальна | позапартійний          | тимчасово не працює                                      |
| 16              | Коваленко Микола Миколайович  | 03.11.2010            | середня            | позапартійний          | смт «Сергіївка», оператор РБУ                            |